# یواس‌ان‌اس جان اریکسون (تی-ای‌او-۱۹۴)
یواس‌ان‌اس جان اریکسون (تی-ای‌او-۱۹۴) (به انگلیسی: USNS John Ericsson (T-AO-194)) یک کشتی است که طول آن ۶۷۷ فوت (۲۰۶ متر) می‌باشد. این کشتی در سال ۱۹۹۰ ساخته شد.